# ألين فرينش
ألين فرينش (بالإنجليزية: Allen French)‏ هو كاتب وكاتب للأطفال أمريكي، ولد في 28 نوفمبر 1870، وتوفي في 1946.